# ماميران بوبوفي
الماميران البوبوفي أو تينية بوبوفية أو البورغة البوبوفية (باللاتينية: Ficaria popovii) نوع نباتي يتبع جنس الماميران من الفصيلة الحوذانية.

## الموئل والانتشار
موطنه الأصلي بلاد الشام.